# عشق نه، فقط دیوانگی
عشق نه، فقط دیوانگی (به انگلیسی: Not Love, Just Frenzy) فیلمی محصول سال ۱۹۹۶ است.
در این فیلم بازیگرانی همچون نانچو نُـوو، کایتانا گی‌ین کوئربو، اینگرید روبیو، بئاتریس سانتیاگو، گوستاوو سالمرون، خاویر مانیک، پنه‌لوپه کروز، بیبیانا فرناندس، خوان دیه‌گو بوتو، کارلوس باردم، ارنستو آلتریو، ماریا استوه، مونیکا باردم، فرناندو کلومو، آنتونیو د لا توره، نانچو نُـوو، خوزه مانوئل سروینو و پپون نیه‌تو ایفای نقش کرده‌اند.